# Mario Tennis: Power Tour
 (juin 2019).
Si vous disposez d'ouvrages ou d'articles de référence ou si vous connaissez des sites web de qualité traitant du thème abordé ici, merci de compléter l'article en donnant les références utiles à sa vérifiabilité et en les liant à la section « Notes et références ».
Mario Tennis: Power Tour connu sous le nom de Mario Power Tennis en Europe est un jeu vidéo de tennis sorti en 2005 sur Game Boy Advance.

## Personnages jouables
Il y a au total 6 personnages de l'univers Mario jouable dans le jeu, il s'agit de Mario, Luigi, Peach, Bowser, Donkey Kong, et Waluigi. 

## Modes

### Histoire
Comme son prédécesseur sur Game Boy Color, Mario Tennis: Power Tour a un mode Histoire. Dans ce mode ayant trois slots de sauvegarde, le joueur progresse dans le centre de tennis, un peu à la manière d'un RPG, pour devenir le meilleur joueur. Un système de classement dans l'académie de départ est mis en place et votre première mission consistera à en atteindre le sommet, pour pouvoir accéder au prestigieux "Tournoi de l'île" qui rassemble les 4 académies principales du jeu. À la suite de cela vous aurez la possibilité d'affronter Mario et ses compatriotes, dans un tournoi au royaume champignon. Cette histoire est faisable deux fois : en simple et en double.

### Mode Exhibition
Tout comme dans les autres volets de Mario Tennis, le mode Exhibition permet de choisir son joueur, son adversaire, et en cas de jeu en double, de choisir son allié et un deuxième adversaire. Le choix des terrains se limite à 5 (4 de base et 1 à débloquer). Il est aussi possible de débloquer tous les personnages, il y a une trentaine de joueurs (six de l'Univers de Mario et le reste du mode Aventure).

### Mode Mini-jeu
Ce mode est un raccourci vers les entraînements du mode histoire. Ainsi, le joueur peut s'exercer sans chercher dans le mode histoire les divers entraînements.

### Mode Multijoueur
Le mode multijoueur permet de jouer avec d'autres joueurs, en disposant d'un câble link d'une cartouche du jeu par joueur.

### Mode Glossaire
Ce mode contient tous les termes et expressions utilisés dans le tennis, permettant ainsi aux débutants de se familiariser avec ce sport.